# Ernesto Cozzi
Ernesto Cozzi (ur. 7 lipca 1870 w Trydencie, zm. 23 lutego 1926) – włoski duchowny rzymskokatolicki, arcybiskup, dyplomata papieski, delegat apostolski w Albanii.

## Biografia
12 listopada 1920 papież Benedykt XV utworzył Delegaturę Apostolską w Albanii i na jej pierwszego szefa mianował ks. Cozziego. 16 grudnia 1920 ks. Cozzi został mianowany dodatkowo arcybiskupem tytularnym philippolitańskim. 27 grudnia 1920 przyjął sakrę biskupią z rąk prefekta Świętej Kongregacji Rozkrzewiania Wiary kard. Willema Marinusa van Rossuma CSsR. Współkonsekratorami byli emerytowany biskup Bei Sebastião Leite de Vasconcellos oraz rektor Papieskiej Akademii Kościelnej abp Giovanni Maria Zonghi.
Urząd delegata apostolskiego w Albanii abp Cozzi pełnił do śmierci 23 lutego 1926.